# Stellaria chinensis
Stellaria chinensis is een slakkensoort uit de familie van de Xenophoridae. De wetenschappelijke naam van de soort is voor het eerst geldig gepubliceerd in 1841 door Philippi.